# 霍頓維爾 (新墨西哥州)
霍頓維爾（英語：Hortonville）是位於美國新墨西哥州奧特羅縣的非建制地區。

## 地理
霍頓維爾所處的海拔為高於海平面2154米（即7067英呎），而該地所採用的時區為UTC-7，即北美山地时区（MST）。同時該地設有夏令時間，為UTC-7調快一小時，即UTC-6（MDT）。